# Torpedo (automóvil)

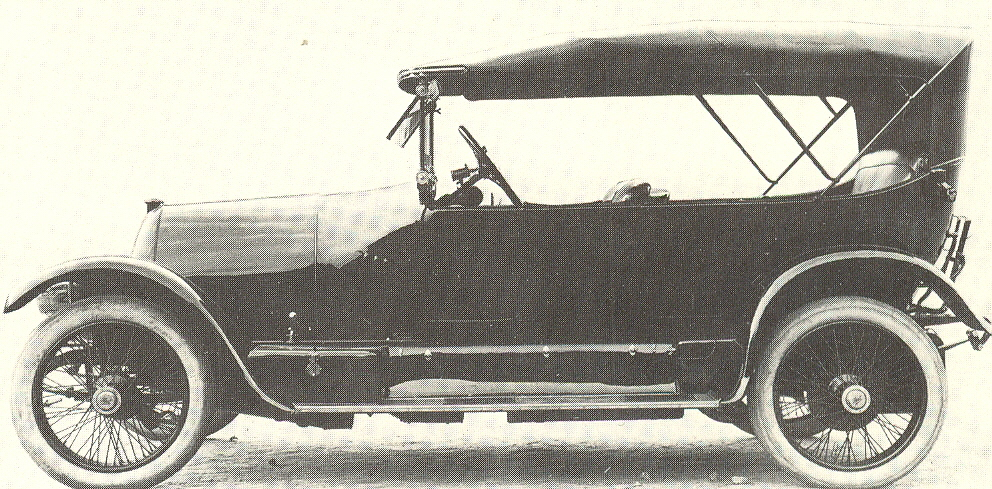
Fiat Tipo 3 torpedo (1912)

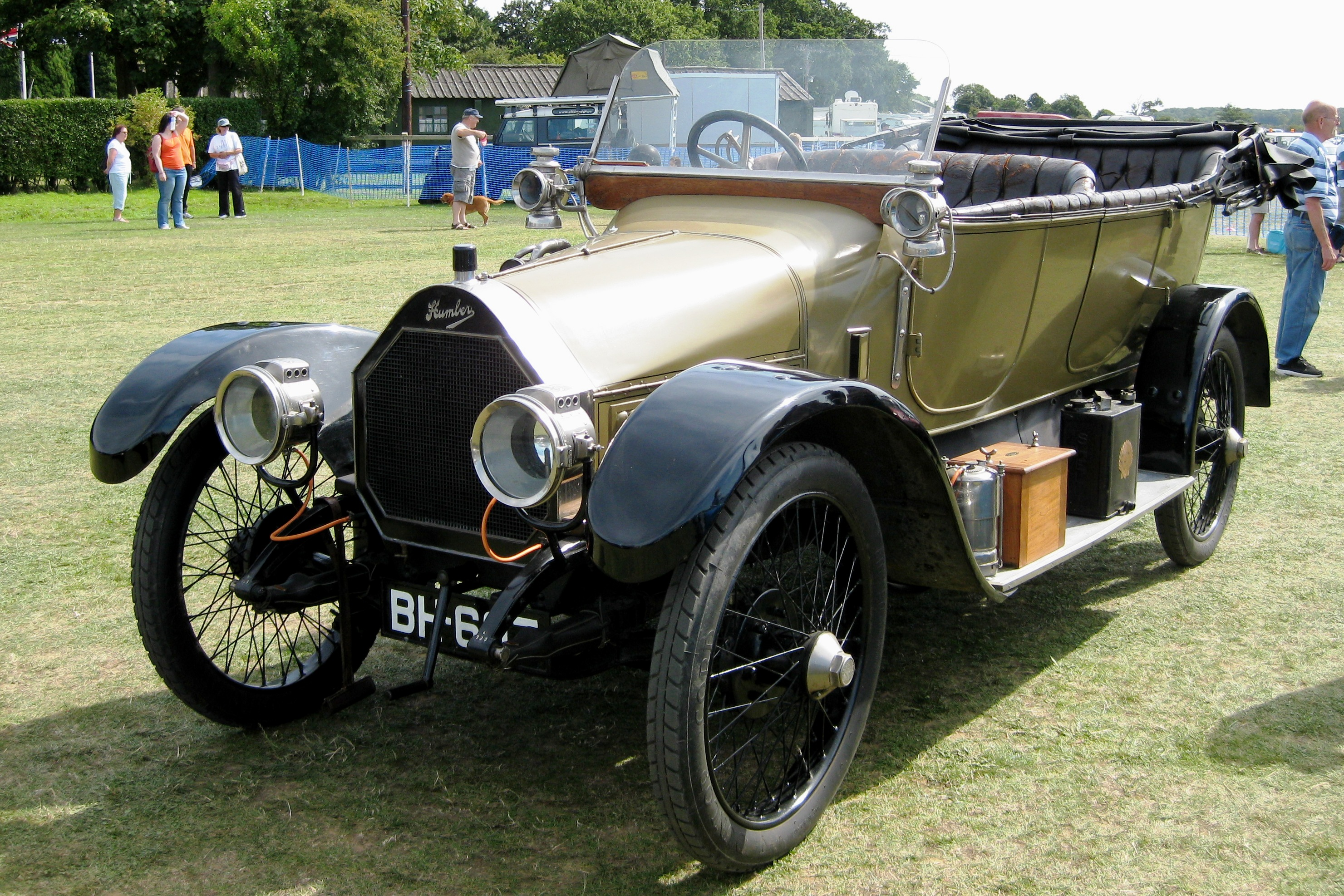
Humber 11 torpedo (1914)

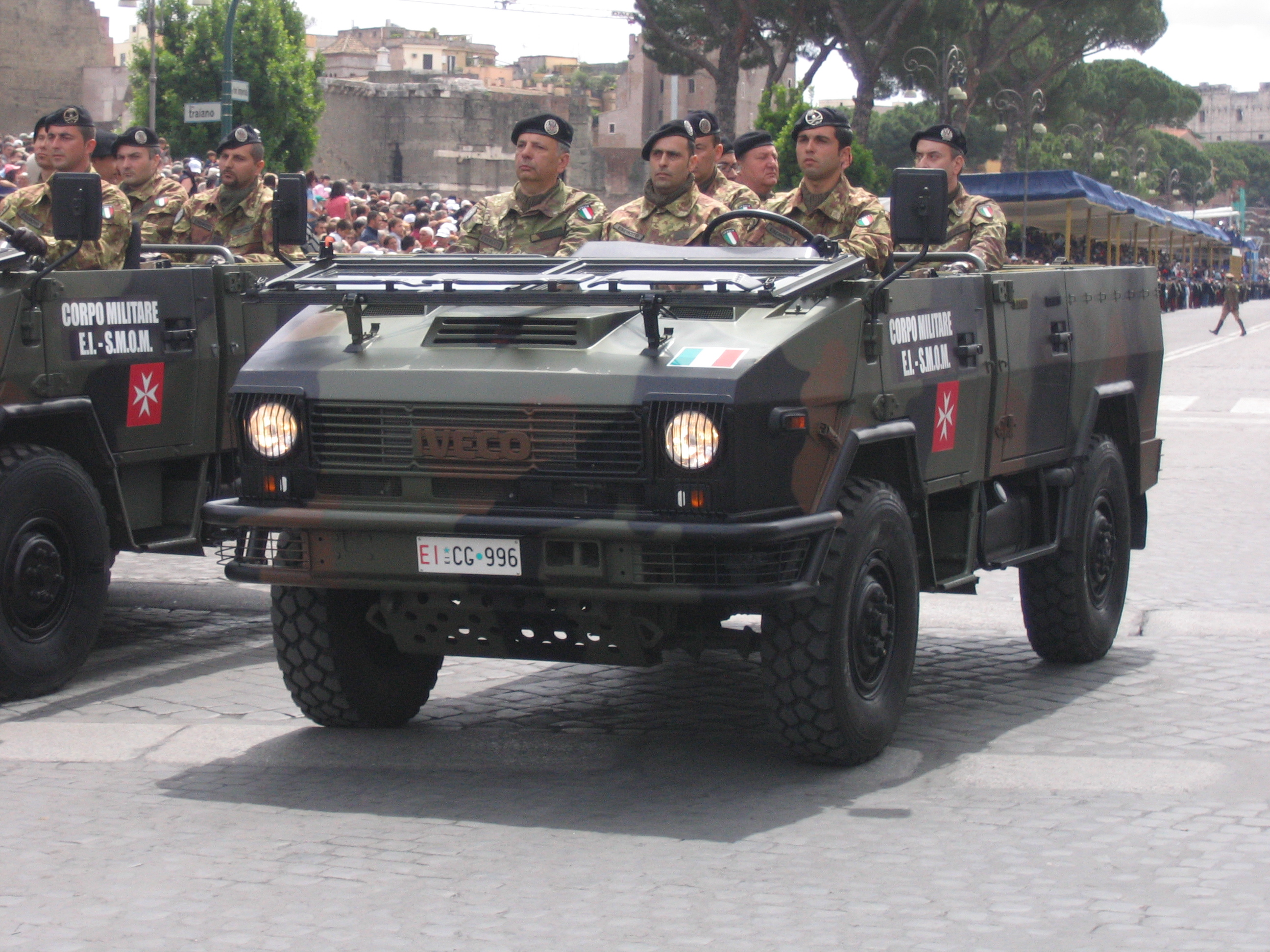
Iveco VM 90 Torpedo

Torpedo era la denominación de un tipo de carrocería de automóvil utilizado desde 1908 hasta mediados de la década de 1930, que tenía un perfil de reducida sección frente al aire y una capota plegable o desmontable. El diseño consiste en adoptar una línea del capó elevada para estar al nivel de la cintura del automóvil, lo que da como resultado un perfil rectilíneo desde adelante hacia atrás.
El nombre fue introducido en 1908 cuando el Capitán Theo Masui, el importador a Londres de los coches franceses Gregoire, diseñó una carrocería aerodinámica y la denominó "The Torpedo".
El estilo de carrocería torpedo generalmente se adoptó en automóviles de turismo de cuatro o cinco asientos con techo desmontable o plegable (es decir, sin techo fijo), y puertas y paneles laterales bajos. Los coches torpedo no tenían pilares, por lo que los únicos montantes presentes eran los que soportaban el parabrisas.
Estilos similares son el faetón y el baquet.
El nombre también se usa para camiones con capó.